# Piotr z Widawy
Piotr z Widawy herbu Abdank (ur. przed 1388 r., zm. po 13 marca 1441 r., a przed 3 kwietnia 1442 r.) – polski rycerz, ziemianin sieradzki, przedstawiciel rodu Awdańców podczas unii horodelskiej w 1413 roku.

## Biografia
W 1388 roku, razem z braćmi: Mikołajem, Michałem i Jakubem – uzyskał od króla Władysława Jagiełły przywilej na lokację miasta Widawy. W 1402 po śmierci Jarosława z Mierzyna został cześnikiem sieradzkim. W końcu 1405 r. został sędzią sieradzkim.
W 1413 roku jako przedstawiciel rodu Awdańców był obecny podczas zawarcia unii w Horodle, wraz ze swoim bratem Jakubem z Rogoźna.

## Życie prywatne
Przed 1392 r. poślubił Hankę z Krośniewic, córkę niejakiego Jana. Miał trzech braci Mikołaja, Michała i Jakuba.